# Liste der Bodendenkmale in Reinsdorf (Sachsen)
In der Liste der Bodendenkmale in Reinsdorf sind die Bodendenkmale der Gemeinde Reinsdorf und ihrer Ortsteile nach dem Stand der Auflistung von Volkmar Geupel aus dem Jahr 1983 aufgelistet. Eventuelle Änderungen und Ergänzungen, insbesondere aus der Zeit nach der Wende, sind nicht berücksichtigt, da für Sachsen aktuell keine neueren allgemein zugänglichen Bodendenkmallisten vorliegen. Die Baudenkmale sind in der Liste der Kulturdenkmale in Reinsdorf (Sachsen) aufgeführt.
| Denkmal-ID | Fundart            | Ortsteil       | Bezeichnung                                      | Zeitstellung | Lage                                                   | Bemerkungen | Bild |
| ---------- | ------------------ | -------------- | ------------------------------------------------ | ------------ | ------------------------------------------------------ | --- | ---- |
| ?          | Befestigung > Burg | Friedrichsgrün | Wasserburg „Wohl“, „Wol“, „Wolteich“, „Walteich“ | Mittelalter  | nördlich im Ort auf dem Gelände des Vorwerks Hammelhof | Wasserburg Friedrichsgrün: rechteckige Niederungsburg mit abgerundeten Ecken, umlaufender wasserführender Graben, Außenwall im Nordwesten, Westen und Süden, Schutz seit 15. August 1958 |      |
| ?          | Befestigung > Burg | Reinsdorf      | Wasserburg „Wohl“, „Wall“                        | Mittelalter  | Ortsmitte, Bachaue                                     | rechteckige Niederungsburg mit abgerundeten Ecken, umlaufender wasserführender Graben, Schutz seit 15. August 1958                                                                       |      |